# Bryum enisseense
Bryum enisseense är en bladmossart som beskrevs av Savicz-ljubitskaya 1966. Bryum enisseense ingår i släktet bryummossor, och familjen Bryaceae. Inga underarter finns listade i Catalogue of Life.